# NGC 6819
NGC 6819 é um aglomerado aberto na direção da constelação de Cygnus. O objeto foi descoberto pela astrônoma Caroline Herschel em 1784, usando um telescópio refrator com abertura de 4,2 polegadas. Devido a sua moderada magnitude aparente (+7,3), é visível apenas com telescópios amadores ou com equipamentos superiores. 